# أويتور تاخار
بلدية أويتور تاخار (بالإسبانية: Huétor-Tájar) هي بلدية تقع في مقاطعة غرناطة التابعة لمنطقة أندلوسيا جنوب إسبانيا.

## الديموغرافيا
بلغ عدد سكان بلدية أويتور تاخار 10.134 نسمة عام 2011 (وفقاً للمعهد الوطني الإسباني للإحصاء).
| 8.171 | 8.313 | 8.655 | 9.154 | 9.467 | 9.953 | 10.134 |

## أعلام
- خوانان إنترينا